# José Avilés Itúrbide
José de Avilés e Iturbide (José Ortega de Avilés) (Sevilla, 1683 - Madrid, 1767), 1er marqués de Avilés, fue un militar, político y escritor español, autor de una de las obras más importantes de la heráldica.

Escudo de armas de José de Avilés, publicado en su libro "Ciencia Heroyca Reducida a las Leyes Heráldicas del Blasón" en 1725. Obsérvese la ausencia de la corona de marquesal.

## Biografía
Siguió la carrera de las armas, alcanzando el grado de Brigadier (1758) de los Reales Ejércitos. En 1728 fue designado Comandante Militar de Vich y Corregidor de la ciudad y su partido hasta 1743, en que le sustituyó Santiago Desgli, como Gobernador Político y Militar de Vich. En 1743 fue nombrado intendente interino del Ejército de Saboya, en sustitución del Marqués de la Ensenada. En 1746 fue intendente de Galicia y corregidor de La Coruña, intendente de Castilla y corregidor de Zamora en 1757, luego en 1758 intendente y corregidor de Valencia y posteriormente en 1763 fue intendente y corregidor de Zaragoza. En 1766, debido a los efectos del Motín de Esquilache en Zaragoza, su casa fue asaltada y quemada, y posteriormente destituido de sus cargos, aunque fue nombrado ese mismo año Ministro del Supremo Consejo de Guerra (siendo el único caso en la historia de un Brigadier nombrado Ministro de tal Consejo), cargo que ocupó hasta su fallecimiento en 1767.
En 1725 siendo Teniente Coronel de Dragones, escribió el libro de heráldica: "Ciencia Heroyca Reducida a las Leyes Heráldicas del Blasón", una de las obras más importantes de la heráldica.
En 1761 se le concedió el título nobiliario de marqués de Avilés.
Falleció en 1767.

## Obras
- 1725: Ciencia Heroyca Reducida a las Leyes Heráldicas del Blasón